# Erwin Wegner
Erwin Wegner (né le 5 avril 1909 à Stettin et décédé le 16 février 1945 à Sarreguemines) est un athlète allemand spécialiste du 110 mètres haies. Affilié au Turn- und Sportverein Schöneberg Berlin, il mesurait 1,91 m pour 80 kg.

## Biographie
Combattant pour le Troisième Reich durant la Seconde Guerre mondiale, Erwin Wegner tombe au combat à Sarreguemines en Moselle le 16 février 1945

### Palmarès
| Date | Compétition           | Lieu        | Résultat | Épreuve     | Performance |
| ---- | --------------------- | ----------- | -------- | ----------- | ----------- |
| 1932 | Jeux olympiques d'été | Los Angeles | 9e       | Décathlon   | 7 179,935   |
| 1934 | Championnats d'Europe | Turin       | 1er      | 110 m haies | 14 s 9      |

### Records
| Épreuve          | Performance | Lieu | Date |
| ---------------- | ----------- | ---- | ---- |
| 110 mètres haies | 14 s 5      |      | 1935 |
| Décathlon        | 6 189 pts   |      | 1932 |